# John Brown & Company
La John Brown and Company di Clydebank, West Dunbartonshire, in Scozia, è stata un'importante azienda di costruzioni navali del Regno Unito, famosa per aver costruito navi note in tutto il mondo come la RMS Lusitania la HMS Hood, la HMS Repulse e la Queen Elizabeth 2. Al suo apogeo, tra il 1900 ed il 1950, fu una delle aziende del settore più stimate e note in ambito internazionale. A partire dal secondo dopoguerra però, come le altre aziende cantieristiche britanniche, subì la concorrenza dei cantieri dell'Europa orientale e dell'Estremo oriente.
Nel 1968 la John Brown si fuse con altri cantieri del Clydeside formando la Upper Clyde Shipbuilders, che però fallì nel 1971, comportando la fine delle attività di costruzione dell'azienda. Il ramo legato alla progettazione navale rimase in attività, venendo comprato dalla Trafalgar House nel 1986. Continuò quindi ad operare come consociata della Trafalgar House fino al 1996, quando la casa madre venne acquisita dalla Kvaerner, che in seguito decise di chiudere gli studi in Scozia nel 2000. I cantieri navali vennero in un primo tempo acquisiti dalla Marathon Manufacturing Company, passando nel 1980 alla Union Industrielle d'Entreprise (UIE), parte del gruppo francese Bouygues, venendo utilizzati per la costruzione di piattaforme petrolifere per l'industria estrattiva nel Mare del Nord, fino alla chiusura definitiva avvenuta nel 2001.